# Tapinoma nigerrimum
Tapinoma nigerrimum é uma espécie de formiga do gênero Tapinoma.